# Mirleft
Mirleft  (in arabo مير لفت‎?) è un centro abitato e comune rurale del Marocco situato nella provincia di Sidi Ifni, regione di Guelmim-Oued Noun. Conta una popolazione di 8 162 abitanti (censimento 2014).